# کراسنیوس
کراسنیوس (به چکی: Krásněves) یک منطقهٔ مسکونی در جمهوری چک است که در ناحیه ژدار ناد سازاووو واقع شده‌است. کراسنیوس ۴٫۱۳ کیلومتر مربع مساحت و ۲۷۵ نفر جمعیت دارد و ۵۳۵ متر بالاتر از سطح دریا واقع شده‌است.